# 口羽広通
口羽 広通（くちば ひろみち）は、戦国時代から安土桃山時代にかけての武将。安芸国の戦国大名である毛利氏の重臣・口羽通良の長男で、石見国邑智郡口羽を本拠とした父に従って、主に山陰方面で活動した。

## 生涯
毛利氏の重臣である口羽通良の長男として生まれ、毛利元就、隆元、輝元の三代に仕える。
天正6年（1578年）の4月から7月にかけて行われた上月城の戦いの最中である4月24日に死去。子の通平が後を継いだ。